# Arzach
Pour l’article homonyme, voir Arzak.
Arzach est une bande dessinée de science-fiction de l'auteur français Mœbius.
Le premier album de 35 planches en couleur est publié à l’origine par épisodes en 1975 et 1976 dans le magazine Métal hurlant, avant de paraître aux Humanoïdes Associés en 1976. Le personnage fait son retour en 2009 avec Arzak, l'Arpenteur (Destination Tassili) chez Glénat.
Arzach (parfois également autographié Arzak, Arzach, Harzac, Harzach ou Harzack) est un héros solitaire chevauchant un « Ptéroïde » sur une planète où s'étend un désert sans fin.
Ces planches ont valu à Mœbius le Grand Prix Saint-Michel 1976.

## Une approche inédite de la narration
« On peut très bien imaginer une histoire en forme d'éléphant, de champ de blé, ou de flamme d'allumette soufrée. »

— Mœbius, éditorial de Métal hurlant no 4, 1975

Arzach fut une révolution pour la bande dessinée de l'époque. Elle est constituée d'une série de cinq histoires autonomes, sortes de « nouvelles graphiques » de quelques planches chacune. Sa particularité réside tout d'abord en son absence totale de dialogues : on y croise un voire deux personnages récurrents (Arzach et son Ptéroïde, sorte de ptérodactyle à la fois mécanique et organique) mais apparemment muets, en tout cas l'auteur ne leur donne pas la parole pour s'exprimer.
Dans une des nouvelles, le personnage dans un désert arrive en voiture sur une grande place, où les habitants, nus, l'agressent violemment. Il poursuit son chemin à pied pour entrer dans une tour où, à l'aide d'un instrument spécifique, il répare une machine. Un écran de contrôle lui permet de vérifier qu'un gigantesque oiseau, monture d'un autre homme, reprend vie à des kilomètres d'ici, à ce qu'on suppose. Puis notre réparateur repart en voiture, probablement pour une nouvelle et ingrate mission.
Le tout est servi par le superbe dessin de Mœbius, pour des histoires qui n'en sont pas vraiment, en tout cas pour lesquelles on ne saurait être sûr d'avoir compris tout ce qui s'y est passé. Le lecteur est dérangé, on ne lui donne pas de récit linéaire et explicite. D'ailleurs l’ambiance est souvent assez sombre, entre des personnages moroses et d’immenses étendues minérales.
De même, l'auteur s'amuse à changer l'orthographe du titre à chaque fois : on passe d’Arzach à Harzak, Harzack ou Harzach, sans qu'on sache jamais vraiment à quoi fait référence ce mot.
Mœbius a dit lui-même que Arzach avait consisté pour lui à libérer par le dessin quelque chose de très personnel comme ses propres sensations inconscientes, avec des scènes de l'ordre de l'onirisme.

## Le retour d'Arzach
En 2009, Mœbius étoffe le concept et l'univers avec Arzak l’Arpenteur qui prend des allures de space opera. Arzak est un guerrier parcourant Tassili à la recherche de l’Anomalie qui menace l’équilibre et la paix entre les habitants de la planète. Un univers de Western aux paysages désolés et stériles. Destination Tassili sort aux éditions Stardom, puis ce récit est réédité en grand format et en couleurs, sous le titre L'Arpenteur, chez Glénat. Les textes ont été incorporés à des phylactères dans les planches. Cet album devait être le premier d'une série de trois, mais la disparition de l'auteur (en mars 2012) laisse à jamais inachevée cette nouvelle trilogie.
En 2025, sa maison d’édition Moebius production, gérée par sa famille, publie un volume de 248 pages contenant la reprise de L’Arpenteur, sans les bulles, puis les 30 premières planches du tome 2 inachevé, puis des esquisses, le cahier de recherches avec des pages manuscrites présentant la vision de Moebius pour la fin de l’histoire. Ce travail préparatoire montre les conclusions envisagées via les réflexions de l’auteur sur les différentes voies possibles.

## Autres apparitions
En 1994 paraît Arzach made in USA, un recueil d’illustrations de différents auteurs américains en hommage à Arzach. Le personnage apparaît également au détour d’autres séries du même auteur, Le Garage hermétique et Inside Mœbius.

## Adaptations
Certaines planches ont servi d'inspiration à la dernière histoire du film d'animation Métal Hurlant.
Arzak Rhapsody est une adaptation de l'univers de Moebius en série d'animation pour France 2. Ces dessins animés de très courte durée ont été écrits, dessinés et réalisés par Mœbius en 2002. On y retrouve l'univers onirique de la BD, avec ses mondes parallèles, mais on y voit apparaître d'autres personnages et tous y sont désormais doués de la parole.

## Distinction
L'album a été classé en 2012 à la 9e place du classement des cinquante BD essentielles établi par le magazine Lire.